# Gangalagodu, Chikmagalur
Gangalagodu là một làng thuộc tehsil Chikmagalur, huyện Chikmagalur, bang Karnataka, Ấn Độ.